# Bijvang van Lier
De bijvang van Lier was tijdens het Ancien régime de bijvang of het buitenste landelijke grondgebied van de Belgische stad Lier. Het bestond uit de dorpen Bevel, Emblem, Kessel en Nijlen en de gehuchten Hagenbroek, Lachenen en Mijl  

## Geschiedenis
Als onderdeel van het Hertogdom Brabant bestond de stad Lier uit drie concentrische delen: de stad binnen de wallen, de met palen afgebakende kuip als circa 500 m brede ring buiten de wallen en de verder gelegen landelijke bijvang. Deze bijvang omvatte vanaf 1213 de dorpen Bevel, Emblem, Kessel en Nijlen en de gehuchten Hagenbroek, Lachenen en Mijl. Deze plaatsen vormden vanaf dan nooit onafhankelijke heerlijkheden. 
Na hun moedige bijdrage aan de gewonnen slag bij Woeringen in juni 1288, kregen de bewoners en gemeenschappen diverse privileges van hertog Jan I van Brabant. Vanaf 9 april 1290 genoten de bewoners van dezelfde rechten als de inwoners van vrije steden. 
Eind 16de eeuw hielden de Spanjaarden lelijk huis in de streek en ook de bijvang ontsnapte niet aan de gevolgen. Aan het einde van deze periode waren veel huizen beschadigd, bewoners gedood of vertrokken en alle kerkklokken verdwenen. Sommige activiteiten waren niet meer vertegenwoordigd of herleid tot een vierde of vijfde. De resterende bevolking bestond nog voornamelijk uit kinderen, vrouwen en ouderlingen.  
Na de Franse Revolutie kregen de deelgebieden van de bijvang onafhankelijkheid als gemeenten.
Ze waren toen samen met Lier onderdeel van het arrondissement Mechelen binnen het Franse departement Twee Neten.
Eind 18de eeuw ronselde Napoleon Bonaparte soldaten in de streek via loting. Wie de laagste nummers trok, vertrok voor vele jaren richting Frankrijk of zelfs Rusland. Dit leidde tot volgend gedicht:

Ik ging vol hoop ter loting heen
En keer nu vol verdriet
Het is er mee gedaan: noveen
en beeweg baatten niet
Vaarwel schoon lief, de trommel slaat
Marsch, marsch, ik ben soldaat!
Na de Vrede van Parijs keerden de soldaten die Frankrijk gelegerd waren terug in de zomer van 1814. De weinige overlevenden van de Russische campagne arriveerden pas in de winter van 1814-1815.

## Wapen
Het wapen en zegel van de bijvang waren gelijk aan het vierleeuwenschild van Nijlen, namelijk 2 diagonaal beurtelings gekwartierde Brabantse en Limburgse leeuwen. Zegels met het wapen uit 1296 en 1298 worden bewaard in het Rijksarchief te Antwerpen als onderdeel van het Nazareth archief. 

## Bestuur
Tijdens het ancien régime bestond het bestuur van Lier uit drie schepenen voor de stad of binnenschepenen en vier buitenschepenen voor de individuele gebieden van de bijvang. Schepenen werden voorgesteld door commissarissen en meestal gekozen uit de adel of uit grondbezitters. Nijlen was de belangrijkste plaats in de bijvang en had altijd een schepen. De drie andere buitenschepenen werden gekozen uit de combinaties Kessel of Bevel, Emblem of Hagenbroek en Lachenen of Mijle.
Diverse gronden van de bijvang waren eigendom van kerkelijke instellingen zoals de abdij van Tongerlo. Schepenen van de bijvang zetelden dan ook regelmatig in vergaderingen van regionale  kapittels. Daarnaast beschikte de abdij van Tongerlo al zeker vanaf 1464, na de bekrachtiging door Filips de Goede, over een eigen rechtsgebied met een laathof in Nijlen. Het laathof bestond uit zeven laten met aan het hoofd een meier. Men kon het ambt van buitenschepen en lid van een laathof combineren.

## Rechtbank
De rechtbank van de bijvang was voor veel andere dorpen uit de Kempen de hoofdbank voor de lagere rechtspraak. Ze was voor de hogere rechtspraak ondergeschikt aan die van Zandhoven en aan de Raad van Brabant waar men ook in beroep kon gaan.
Naast de rechtbank voor criminele zaken, bestond er ook een rechtbank der lakenhalle. De oudermannen van deze rechtbank spraken zich uit over alle zaken rond textiel, zoals garen, kanten, lakens, linnen, wol en zijden.

## Gemeenten

### Bevel
Vanaf ongeveer 1212 werd Bevel onderdeel van de bijvang en sedert 1 januari 1977 is het een deelgemeente van Nijlen.

### Emblem
Tot 1212 behoorde Emblem tot het Land van Rijen. Doordat de bewoners op 10 mei 1213 hun goed afstonden aan de stad Lier, werd Emblem onderdeel van de bijvang. Vanaf 1 januari 1977 werd Emblem een deelgemeente van Ranst.

### Kessel
In tegenstelling tot de vorstelijke domeinen Bevel, Emblem en Nijlen was Kessel een afzonderlijke heerlijkheid. In bepaalde perioden was het in privé bezit. In de 14de eeuw was het eigendom van de familie van Ranst en in de 18de eeuw van de familie De Gottignies.
Sedert 1 januari 1977 is Kessel een deelgemeente van Nijlen.

### Nijlen
In 1145 werd Nijlen als vrijgoed Nile vernoemd in een bulle van paus Eugenius III aan de abt van de abdij van Tongerlo. Dankzij de bul van 6 september 1186 van Urbanus III, verwierf de abdij van Tongerlo de tiendrechten in Nijlen. 
Vanaf ongeveer 1212 werd Nijlen onderdeel van de bijvang. Na de verdienstelijke  inzet van de inwoners tegen de Limburgers kreeg Nijlen van hertog Jan recht op een eigen vierdelig wapen met diagonaal gespiegeld 2 Brabantse en 2 Limburgse leeuwen. De abdij van Tongerlo met grote eigendommen in Nijlen had er een laathof met meier. 
Tussen 1579 en 1585 werd Nijlen quasi volledig verwoest door de Spaanse en Nederlandse legers. 
In de 17de-18de eeuw was er een gemeenschappelijk laathof voor Nijlen, Broechem en Oelegem. Verder was er nog een laathof van het Sint-Gummaruskapittel van Lier dat te hoofde ging bij de schepenbank van de Bijvang. 
Voor Nijlen werden de zegels van minstens 2 schepenen van de bijvang uit de lokale dynastie der Van den Bulcken teruggevonden. Beide tonen drie rode kepers zoals de wapens van de stad Lier en de Abdij van Tongerlo. Het oudste zegel van Jan Van den Bulcke toon op de rechterzijde een tweede wapenschild dat lijkt op dat van de abt van Tongerlo, Joannes Geraldi van Sichem . Dit wordt beschreven als: drie sterren van goud, twee in het hoofd en eene in de basis middelwaarts, waarop eene gekroonde ekster insgelijks van goud. Boven dat schild staan standaard nog enkele kerkelijke ambtssymbolen.
| Ambtsperiode      | Naam                                                | Functie                                                                                     |
| ----------------- | --------------------------------------------------- | ------------------------------------------------------------------------------------------- |
| 1464, 1469-1486   | Jan Van den Bulcke                                  | schepen van de bijvang van Lier                                                             |
| 1474              | Willem Van den Bulcke                               |                                                                                             |
| 1502-1511         | Michiel Van den Bulcke                              |                                                                                             |
| 1522              | Hendric Van den Bulcke                              |                                                                                             |
| 1555-1574         | Pauwel Van den Bulcke                               | schepen van de bijvang, laat van het Kapittel en St-Bernaerts.                              |
| 1585-1606 en 1624 | Gommar Van den Bulck                                | schepen van de bijvang                                                                      |
| 1626              | Peter Van den Bulcke                                | schepen van de bijvang en kerkmeester.                                                      |
| 1642              | Pieter Van den Bulcke                               |                                                                                             |
| 1655              | Adriaan Van den Bulcke                              |                                                                                             |
| 1656-1672,1678    | Zacharias Van den Bulcke (8 juli 1628-18 juli 1710) | schepen van de bijvang en notaris geadmitteerd door de Raad van Brabant op 15 december 1656 |
| 1721-1724         | Peeter Van den Bulcke                               |                                                                                             |
| 1742              | Jan Van den Bulcke                                  |                                                                                             |

## Galerij wapens en zegels

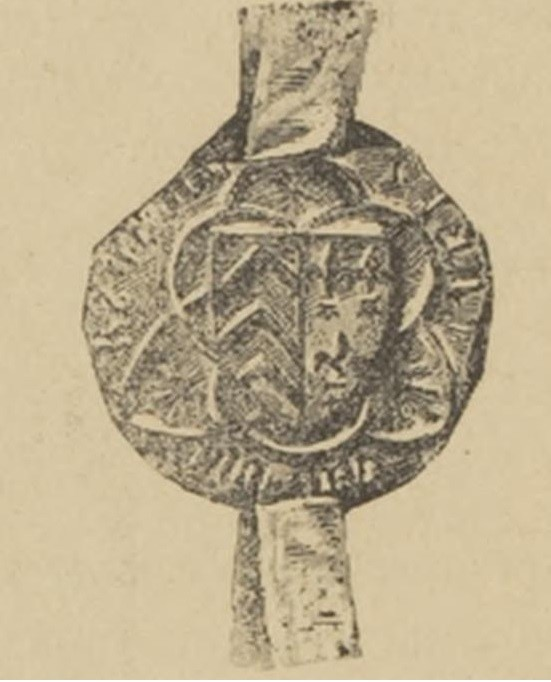
Zegel van de buitenschepen van Nijlen - Jan Van den Bulcke (1464).
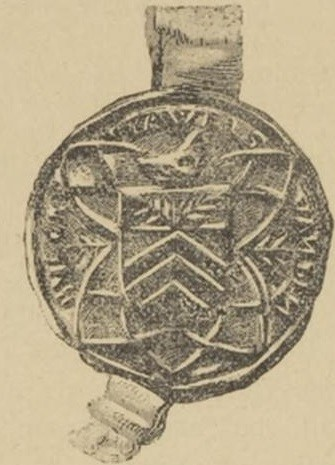
Zegel van de buitenschepen van Nijlen - Pauwel Van den Bulcke (1555).
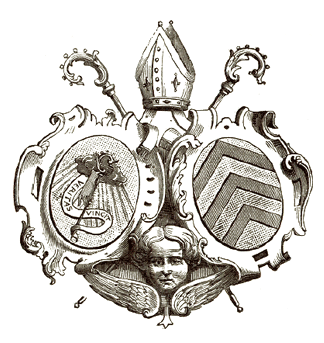
Wapen van de abdij van Tongerlo.
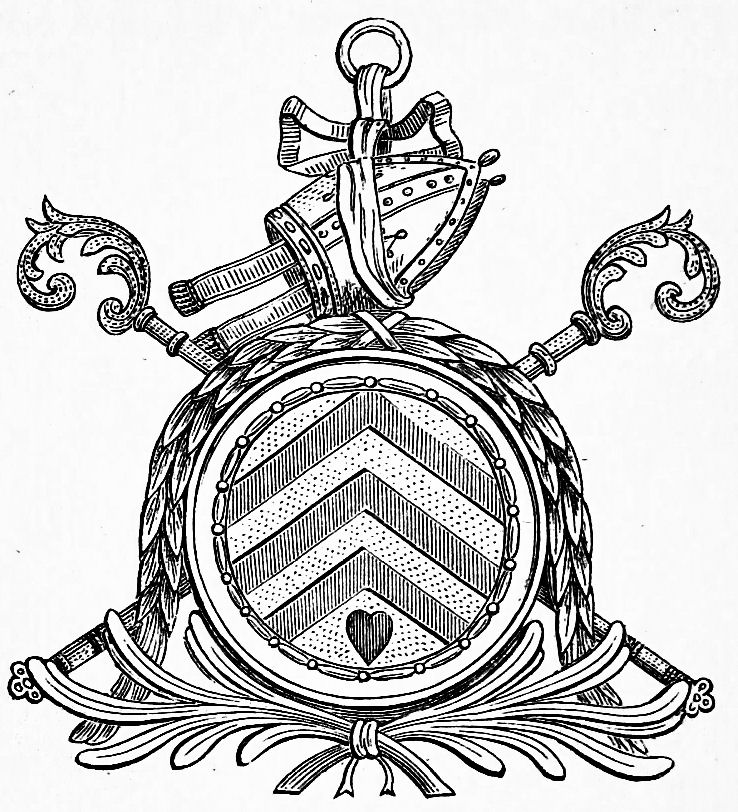
Wapen van Van Nieuweneynde, abt van Tongerlo.
Wapen van de Stad Lier.
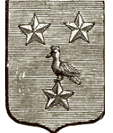
Wapen van Joannes Geraldi van Sichem, abt van Tongerlo.